# Александър Кьосев
Александър Динов Кьосев е български филолог, културолог и политик от „Да, България“.

## Биография

### Семейство
Роден е на 17 ноември 1953 г. в София в семейството на Дино Гигов Кьосев (1907 – 1994), чийто баща Гиго Динов Кьосев (1877 – 1954) е първият протестантски проповедник в Дойран. Дино Гигов Кьосев е втори братовчед на Дино Георгиев Кьосев (1901 – 1977).

### Образование и научна кариера
Александър Кьосев завършва Българска филология в Софийския държавен университет (1978). Доктор на филологическите науки с дисертация на тема „Пролетен вятър“ на Никола Фурнаджиев в художествения контекст на своето време“ (1989), доцент по Философия на културата, политиката, правото и икономиката с труда „Опити върху културната история на прехода“ (1999) и професор по Европейска културна история ХІХ – ХХ в. (2013) с труда „Караниците около четенето. Научни дискусии, публични дебати и институционални конфликти около природата и състоянието на четенето 1960-2012 г.“ (София, Сиела 2013).
Преподавател по история на българската литература към Катедра по българска литература на факултет „Славянски филологии“ към СУ (1980–1988). Преподавател по история на културата към Катедрата по теория и история на културата на Философския факултет на Софийския университет (1988–).
Лектор по български език, култура и литература към Семинара по славянски филологии на Гьотингенския университет „Карл Аугуст“ (1990–1994). Лектор по български език и литература в Университета на Саарбрюкен (1995). Преподавател по история на културата в Нов български университет (1994–2001). Хоноруван преподавател по история на културата в Пловдивския университет (1999–).
Специализации:
- 1981 – Чехословакия, Прага – курс по чешки език
- 1990 – специализация по теория на хуманитарните науки в Йорк и Кардиф, Великобритания,
- 1997 – специализация в Maison des Sciences de l'Homme, Париж, Франция,
- 2000–2001 – специализация в Collegium Budapest, Унгария.

Регионален директор на летния университет по теория на хуманитарните науки, Сантяго де Компостела, Испания (1998 – 2000), академичен директор (1999 – 2003) и постоянен стипендиант (от 2003) на Центъра за академични изследвания в София, ръководител на катедра История и теория на културата при Философски факултет на СУ „Св. Климент Охридски“ (2004 – 2008).
Ръководител на Департамент Нова българистика (1994 – 1999), ръководител на комисията по общо образование (1999 – 2000), директор на базова програма Антропология (1997 – 2000) в Нов български университет.
Член на управителния съвет на фондация „Отворено общество“, София (1998 – 2001).
Директор на Културния център на Софийския университет (2009–).
Член-основател на групата „Синтез“ (1987 – 1989).
Александър Кьосев е един от четиримата автори (заедно с Антоний Тодоров, Евгений Дайнов и Огнян Минчев) на политическия манифест „За републиката“, публикуван в началото на март 2016 г.

### Политическа кариера
Кандидат за народен представител от листата на „Да, България“ за изборите през март 2017 година.
Член е на Националния съвет на Движение „Да, България“, избран на първата национална конференция на движението през 2018 година.
През 2019 г. е в екипа на кандидата на „Да, България“ за кмет на София Борислав Игнатов.

## Възгледи
Критиката отбелязва визията на Александър Кьосев за българската литература като „апокалиптичната“, както и че той „по принцип не вижда особен смисъл в българското, затова и не предполага неговата историчност“.

## Награди
- 1990 – Първа награда на състезанието за есе на The English Association за есето „The Compass without a Needle“ върху романа на английския писател Греъм Суифт[4]
- 2005 – Номинация за националната награда „Христо Г. Данов“ в раздел Представяне на българската книга – за есето „С помощта на чук. Към критика на гилдийната идеология“ [11]
- 2006 – Номинация за националната награда „Христо Г. Данов“ в раздел Хуманитаристика – за книгата Лелята от Гьотинген (Извън-дисциплинарни есета) [12]
- 2009 – Номинация за националната награда „Христо Г. Данов“ в раздел Хуманитаристика – за книгата Индигото на Гьоте [13]
- 2012 – Наградата „Рицар на книгата“ на Асоциация „Българска книга“ в категорията „За цялостен принос“ [14]
- 2014 – Националната награда „Христо Г. Данов“ в раздел Хуманитаристика – за книгата Караниците около четенето[15][16]